# Jacques de Viterbe
Jacques de Viterbe, en italien Giacomo da Viterbo (Viterbe, vers 1255 - Naples, vers 1307) est un théologien et philosophe italien de l'ordre de Saint-Augustin. Il est notamment l'auteur du De regiminiane Christiano (Du gouvernement chrétien) et devient archevêque de Naples. Il est béatifié par le pape Pie X en 1911.

## Biographie
Il est né à Viterbe en Italie, entre 1255 et 1256. Certains historiens du XVIIIe siècle l'ont considéré comme appartenant à la famille noble Capocci, mais il y a beaucoup de doutes à cet égard. Il étudie certainement au couvent de la Sainte Trinité de Viterbe, qui appartient aux Ermites de Saint Augustin, ordre dans lequel il entre vers 1272, dans ce même monastère. Il est envoyé à l'Université de Paris où il aurait eu pour maître Thomas d'Aquin, et pour condisciple, Gilles de Rome. De retour en Italie, il assume à plusieurs reprises entre 1281 et 1286 et sur les conseils de Gilles, les postes de conseiller et de visiteur dans la province romaine de son ordre.
Il retourne à Paris pour achever ses études, et obtient le premier degré du baccalauréat (1288), puis, en 1293, un doctorat en théologie. Au cours de ces années, il montre de grandes compétences littéraires et philosophiques, si bien qu'il en vient à succéder à Gilles de Rome — qui avait entre-temps été élu prieur général de l'Ordre — à l'Université de Paris et il obtient le titre de Docteur spéculatif (doctor speculativus). En 1300, il reçoit la charge de Premier Lecteur (directeur de l'enseignement) à l'université fondée à Naples par les Augustins.
Il écrit son œuvre la plus connue, le traité Du Gouvernement chrétien (De regimine christiano), dans les années les plus graves de la confrontation entre le pape Boniface VIII et le roi de France Philippe IV le Bel, entre 1296 et 1303. Ce travail réitère l'argument de la bulle papale Unam Sanctam, défendant l'idée hiérocratique, ou théocratique, et le droit de la papauté d'exercer le pouvoir temporel.
Boniface VIII lui montre son estime en le nommant premier archevêque de Bénévent, le 3 septembre 1302, puis le 12 décembre de cette année, après seulement trois mois, archevêque du prestigieux siège de Naples. Là, grâce à l'appui du roi Charles II d'Anjou et de son fils Robert, avec qui il a d'excellentes relations, il donne une impulsion considérable aux travaux la construction d'une nouvelle cathédrale.
Son rôle est également important lors de la canonisation du pape Célestin V dont la cause lui est confiée par le pape Clément V : pour enquêter, en 1306, il entend pas moins de trois cents témoins, venant de Campanie et des Abruzzes. Il meurt fin 1307 ou début 1308. On en ignore la date précise ainsi que le lieu de son inhumation.
Le 14 juin 1914, son culte est confirmé ab immemorabili par le pape Pie X. Sa fête liturgique est célébrée le 12 décembre et le 4 juin par les Augustins.

## De regimine christiano
L’œuvre la plus importante de Jacques de Viterbe est certainement le De regimine christiano, dédié au pape Boniface VIII et vraisemblablement achevé en 1303, dans lequel le religieux  examine les thèmes de la papauté, conçue comme une théocratie et le pouvoir temporel de l’Église. Il se divise en deux parties, la première traite de l'Église, la seconde de la puissance du Christ roi et de son vicaire.
Dans cet ouvrage, il se fonde sur les théories d'Augustin d'Hippone, selon lesquelles le pouvoir temporel a une base naturelle, améliorée par l’œuvre de l’Église. Ce document a suscité l'intérêt d'un grand nombre de théologiens et de savants au cours  des siècles, car il est généralement considéré comme le premier traité systématique sur le gouvernement de l'Église. Il existe actuellement plusieurs traductions en différentes langues ; en italien l'édition la plus récente est celle de 1993, édité par A. Rizzacasa et G.B. Marcoaldi, qui a précisément pour titre significatif Il Governo della Chiesa.

## Autres ouvrages
Comme biblicus, il a écrit les Explications des Épîtres de saint Paul et des Évangiles selon saint Mathieu et saint Luc ; comme sententiarius, un commentaire sur les quatre livres des Sentences de Pierre Lombard, ainsi qu'une Lecture sur ces quatre livres. Il a également écrit Cinquante Questions touchant le Saint-Esprit, d'autres sur la théologie sacrée, sur les anges et leur composition, un Abrégé sur les Sentences de Gilles de Rome, une Somme des articles de foi, un traité de l’Éternité du monde selon la foi catholique, un Recueil de pensées patrologiques sur les Épîtres de Saint Paul, les Questions, disputées à Paris, sur les Prédicaments In Divinis, les Quodlibeta, également exposés et disputés dans la grande ville.
En Jacques, le théologien et l'exégète étaient doublés du philosophe qui a donné aussi des témoignages de la solidité de ses études, dans ses Principes de la nature, ses Commentaires sur la Physique et la Métaphysique d'Aristote, et son traité sur la Question de l'animation des Cieux. Plutôt qu'une influence de la doctrine de Thomas d'Aquin, Haureau note l'influence de Henri de Gand, d'un péripatétisme platonisant, et lui reproche un certain Idéalisme philosophique.

## Ouvrages
- Jacques de Viterbe (trad. du latin par Antoine Côté), L’Âme, l'Intellect et la Volonté, Paris, Éditions Vrin, 2011, 238 p. (ISBN 978-2-7116-2307-5)
- Article "Jacques de Viterbe", in Benoît Patar, Dictionnaire des philosophes médiévaux, FIDES, Presses philosophiques, p.211-214.
- (it) Ugo Mariani, O.E.S.A., Chiesa e Stato nei teologi agostiniani del XIV secolo, cap.Giacomo da Viterbo, Roma, Edizioni di Storia e Letteratura, 1957
- (it) Giacomo da Viterbo, Il Governo della Chiesa, note e commento di A.Rizzacasa e G.B.Marcoaldi, Firenze, Nardini, 1993
- (it) Giuseppe Signorelli, Viterbo nella Storia della Chiesa, Viterbo, Cionfi, 1907

## Source
- (it) Cet article est partiellement ou en totalité issu de l’article de Wikipédia en italien intitulé « Giacomo da Viterbo » (voir la liste des auteurs).